# آخرالزمان
آخرالزمان (به انگلیسی: End time) یا پایان زمان (به انگلیسی: end of time) یا آرماگِدون (به انگلیسی: Armageddon) (به عنوان روزهای آخر (به انگلیسی: last days) یا روزهای نهایی (به انگلیسی: final days) نیز شناخته می‌شود) برخی «آخرالزمان» را با قیامت یکی دانسته‌اند.
اعتقاد به منجی و آخرالزمان در فرهنگ بسیاری از ادیان بزرگ دنیا دیده می‌شود و دربارهٔ آن پیشگویی‌هایی نیز کرده‌اند.
معمولاً «آخر زمان» در اصطلاح یعنی سالیان پایانی یک دوره از حیات بشری و سپس ظهور یک منجی موعود که انتظار او کشیده می‌شود تا تحولی همه‌جانبه در زندگی یک قوم یا تمام بشریت ایجاد کند و بشریت را وارد دوره جدیدی کند. در ادیان ابراهیمی نیز انواع و باورهای مختلفی از پایان جهان وجود دارد.

## در یهودیت
در یهودیت تصور آخرالزمان به معنی پایان دوره جهان و پیوستن آن به قیامت کبری، از سده‌های دوم و سوم قبل از میلاد پیدا شده، پیش از این زمان بنی اسرائیل که خود را قوم برگزیده خداوند می‌دانستند، در انتظار روزی بودند که در آن وعده الهی تحقق یابد و خداوند قوم برگزیده خود را در سرزمین موعود مستقر، و دشمنان آن را نابود کند، و عدل و احسان خود را بر سراسر جهان بگستراند.
در قرن هفتم میلادی، ظاهراً با فتح اورشلیم توسط خسرو پرویز بر آتش انتظارات آخرالزمانی یهودیان دمیده شد. به‌گفتهٔ منابع مسیحی، ایرانی‌ها مسیحیان را از اورشلیم بیرون و یهودیان را حاکم شهر کردند. یهودیان محتملاً در این دوره توسط شخصیتی مسیحایی رهبری می‌شدند و می‌توانستند بر کوه معبد قربانی کنند. متون آخرالزمانی یهودی این عهد، شکست رومی‌ها و بازگشت سرزمین مقدّس به فرزندان ابراهیم را آغاز آخرالزمان دانسته‌اند. در سِفر ئلییهو (تألیف آغاز قرن هفتم)، میکائیل خبر از ظهور پادشاه آرمیلوس می‌دهد که نبردهای آخرالزمان را پیروز خواهد شد. او پادشاهی ایرانی خواهد بود که پس از شکست آخرین پادشاه روم از او، مسیحا ظهور و معبد را برپا خواهد کرد. آرمیلوس ظاهراً همان ضدمسیح منابع مسیحی است. سِفر زروبابل متنی مشابه است که در آن، خدا زروبابل را به قسطنطنیه می‌برد. آنجا، میکائیل خانهٔ (کلیسا) را نشانش می‌دهد و می‌گوید از نزدیکی شیطان با مریم فرزندی به نام آرمیلوس زاییده خواهد شد که با شکست پادشاه ایران سرور جهان می‌شود. مجسمهٔ مادرش (مریم) را از خانهٔ کثافت بیرون می‌برد تا همهٔ ملل چون بتی بپرستندش. آرمیلوس سرانجام مسیحای نسل یوسف را خواهد کشت، اما مسیحای نسل داوود با نفس مسیحایی‌اش شکستش خواهد داد. با نابودی رومیان، اسرائیل جای ایشان را خواهد گرفت و خدا معبد آسمانی را به زمین خواهد فرستاد تا عبادت و قربانی در سرزمین مقدّس برقرار شود.

## در مسیحیت
در مسیحیت نظریاتی که دربارهٔ آخرالزمان در چهار انجیل آمده‌است یکسان نیست. ولی به‌طور کلی وقوع آخرالزمان به صورت‌های زیر بیان شده‌است:
1. الیاس باید پیش از آمدن مسیح بیاید و ظهور وی وقوع داوری بزرگ را اعلام کند.
2. بعد از مرگ مسیح و رستاخیز و صعود او، در هنگام رجعت او این واقعه محقق می‌گردد.
3. رجعت عیسی و آغاز روز بزرگ و داوری نهائی، ناگهانی است و هیچ علامتی ندارد.
4. حوادثی پیش از رجعت مسیح در جهان روی می‌دهد که از آن جمله جنگ‌ها و بلاهایی سخت و زلزله‌است.

مطالب آخرالزمانی در اناجیل به دو دستهٔ صریح و ضمنی تقسیم می‌شوند. در آیاتی عیسی به صراحت نزدیکی و فوریت آخرالزمان را اعلام کرده‌است. در مرقس ‎۱۳:۲۴–۲۵ پیشگویی شده که ستارگان از آسمان فرو خواهند ریخت و افلاک متزلزل خواهند شد، سپس پسر انسان سوار بر ابرها خواهد آمد، فرشتگان به هر سو منتخبان را گرد خواهند آورد. در ۱۳:۳۱ گفته که آسمان و زمین زائل خواهند شد. آیه قبلی (۱۳:۳۰) تأکید کرده که همهٔ این‌ها در زمان حیات حواریونش رخ خواهند داد. اشارهٔ صریح دیگر، ۹:۱ در مرقس است که عیسی می‌گوید برخی از شاگردانش قبل از دیدن ملکوت خدا نخواهند مرد. در متی ۱۰:۲۳، عیسی خبر می‌دهد که پسر انسان تا پیش از اینکه حواریون در شهرهای اسرائیل پیام او را تبلیغ کنند، ظهور خواهد کرد.
موارد فوق، آیاتی هستند که زمانی برای آخرالزمان مشخص کرده‌اند. غیر از این‌ها، مطالبی وجود دارد که به آخرالزمان اشاره شده، ولی فقط به فوریت آن دلالت دارند و زمانی تعیین نکرده‌اند. در مرقس ۱:۱۵، عیسی هشدار می‌دهد که «وقت تمام شد و ملکوت خدا نزدیک است.» در لوقا ‎۱۸:۱–۸ خبر داده شده که پسر انسان به زودی منتخبان را گرد خواهد آورد. اعتقاد عیسی به نزدیکی پایان جهان، به آنچه یحیی تبلیغ می‌کرده هم شباهت دارد. یحیی در همین انجیل (۳:۹) می‌گوید «تبر بر ریشهٔ درختان نهاده شده‌است.» همچنین سه آیهٔ دیگر در مرقس (۸:۳۱؛۹:۳۱؛ ۱۰:۳۴) نشان می‌دهند که عیسی معتقد بوده بعد از مرگ ناعادلانه‌اش، عقوبت الهی به سرعت روی خواهد داد.
اشارات ضمنی مستقیماً به آخرالزمان اشاره ندارند، ولی آن را در پس زمینه محفوظ داشته‌اند. متی در ‎۲۴:۲۷–۲۸ و ۳۷–۴۱ از قول عیسی می‌گوید پسر انسان به زودی برای قضاوت خواهد آمد. نحوهٔ بیان این سخن به گونه‌ای است که به نظر در طول حیات حواریون اتفاق می‌افتد. در برخی از اعتقادات عیسی که در اناجیل حفظ شده، مثل ‎۱۲:۱۸–۲۷، به نظر می‌رسد به رستاخیزی اشاره دارد که در آن یهودیانِ خارج از اسرائیل، به ارض موعود باز خواهند گشت. عیسی به حواریونش وعده می‌دهد که اسباط اسرائیل را داوری خواهند کرد؛ با توجه به اینکه اینکه او دوازده حواری انتخاب کرد و اسباط اسرائیل نیز دوازده تا بودند، ظاهراً نشان می‌دهد او در انتظار آینده‌ای بوده که با پایان جهان، قوم اسرائیل از نو زنده شود. او همچنین هشدار می‌دهد که «این نسل» برای تمام خون‌های ریخته شده در تمام تاریخ—از هابیل تا زکریا—مجازات خواهد شد. در دسته‌ای دیگر از آیات، به نظر می‌رسد تصور شده که آخرالزمان در همان دورهٔ حیات عیسی آغاز شده‌است، مثلاً ‎۴:۲–۳۲ در مرقس.
قرن ششم میلادی برای بسیاری از مسیحیان، آغاز ششمین هزاره از زمان خلقت به حساب می‌آمد. بر اساس باوری که ریشه در یهودیتِ اولیه داشت، جهان شش هزار سال به طول می‌انجامید. عیسی نیز در میانهٔ آخرین هزاره زاده شده بود؛ لذا، با آغاز قرن ششم، ایشان به انتظار پایان جهان نشستند. عدم نابودی دنیا انتظارات آخرالزمانی را از بین نبرد، بلکه تشدید کرد، چراکه تصور می‌کردند وارد «دورهٔ پایان جهان» شده‌اند. فتح اورشلیم توسط خسرو پرویز و بازپس‌گیری صلیب راستین توسط هراکلیوس این انتظارات را به اوج رساند. این جنگ و بیماری‌ها، کشتارها و ویرانی‌هایی که به دنبالش آمدند، با ایجاد فضایی بی‌ثبات و جهانی دلهره‌آور، منطقهٔ خاورمیانه و مدیترانه را آبستن پذیرش شوم‌ترین وعیدها و باشکوه‌ترین وعده‌ها کرده بودند؛ قیام‌های موعودگرایانه از مشخصه‌های این عصر هستند.

## در مزدیسنا (زرتشتی)
در مزدیسنا (دین زرتشتی) در گاهان (گاتها) که سروده‌های خود زرتشت است و در آن‌ها می‌توان عقاید وی را یافت اشاره چندانی به پایان جهان نشده‌است، اما چنین می‌نماید که در بندی از گاهان (یسن ۴۳ بند ۳) سخن از مردی است که در آینده می‌آید و راه نجات را می‌یابد، همچنین در گاهان چند بار به واژه سوشینت برمی‌خوریم که در ادبیات بعدی زرتشت به صورت سوشیانس درآمده و منجی نهائی زرتشتی به‌شمار می‌آید. علاوه بر این‌ها در گاهان زرتشت سخن از «داوری واپسین» برای درست کاران و بدکاران به میان می‌آید. در دین زرتشتی وقایع آخرالزمان را فرشگرد می‌گویند که به معنی بازسازی جهان است. در عقاید زرتشتی این پدیده به معنی پایان جهان نیست بلکه تسویه جهان از بدی و بازگشت به دوران پیش از آمیزش اهریمن است. در روز رستاخیز روان درگذشتگان از پل چینوت عبور کرده و در آن‌سوی توسط مهر، رشن و سروش اعمالشان سنجیده می‌شود.
زرتشتیانِ اواخر دورهٔ ساسانی معتقد بودند جهان با پیروزی امپراتوری زمینی به پایان می‌رسد. ایشان، برخلاف مسیحیان، که روم را در نظر داشتند، برپایی حکومت الهی در زمین را سرنوشت مقدر ایران می‌یافتند. فتوحات پادشاه ایران نقش اساسی در شکست اهریمن از اهورامزدا ایفا می‌کرد؛ نام یکی از منجی‌های زرتشتی، کِی‌بهرام بود. بر اساس زند وهمن یسن، او پس از شکست ایران در سه نبرد، متولد و در سی‌سالگی به‌همراه مردان پارسا از شرق و با درفش‌های افراشته وارد ایران‌زمین خواهد شد تا حکومت ایران را از نو در جهان برقرار کند. این انتظارات، به‌ناگه با شورش بهرام چوبین در پایان قرن ششم (۵۹۰–۵۹۱) زنده شدند؛ بسیاری از هواداران بهرام، او را پادشاه موعود یافتند. شاهان ساسانی نیز خود را وارثان این پیشگویی می‌دانستند؛ پایان هزاره بر اساس محاسبهٔ ساسانیان، سال ۶۵۹ میلادی بود و کی‌بهرام پیش از آن تاریخ می‌بایست دشمنان ایران را شکست می‌داد؛ لذا، تعجب‌آور نیست که اشراف‌زاده‌ای به نام «بهرام» چوبین در سال ۵۹۰ میلادی و بعد از حملهٔ هون‌های سفید به ایران، سر به شورش برداشت و از انتظارات آخرالزمانی استفاده برد. چون خسرو پرویز او را کشت، بسیاری تصور کردند به غیبت رفته و روزی بازخواهد گشت.

## در اسلام

### زمان محمد
آخرالزمان به سراغ شما آمده‌است، و من [به مثال این دو انگشت] به همراه آن فرستاده شده‌ام.

اگرچه قرآن زمان دقیق آخرالزمان را مشخص نمی‌کند، اما تاکیدهای مکررش به فوریت آن، سبب شده برخی از پژوهشگران محمّد را در واقع یک «واعظ آخرالزمانی» محسوب کنند. به گفتهٔ کاسانوا، محمّد و پیروانش نه تنها معتقد به نزدیکی آخرالزمان بودند، بلکه انتظار داشتند که دنیا پیش از مرگِ خود محمّد نابود شود.
مضمون اصلی نخستین سوره‌های مکّی اعلام حساب الهی برای رفتن به بهشت یا جهنم است که در روز قیامت و با سربرآوردن مردگان از خاک انجام می‌شود. شروع این رستاخیز با نابودی هولناک جهان (مثلا شکافته شدن آسمان و گشوده شدن زمین) آغاز می‌گردد. تجلی تأکید قرآن به نزدیکی بسیار زیاد آخرالزمان، در آیهٔ اول سورهٔ نحل دیده می‌شود که با فعل ماضی (أَتَی) می‌گوید «عذاب الهی فرارسیده‌است» و در آیهٔ ۷۹ هشدار می‌دهد که «رسیدن کار قیامت به یک چشم‌بهم‌زدنی یا کمتر از آن است.» جدا از آیات پراکنده، حداقل سی سورهٔ پایانی در ترتیب فعلی سوره‌ها—که دانشوران آنها را «قرآنِ آخرالزمانی» می‌نامند—دربارهٔ هشدار نزدیکی پایان جهان است. اصطلاح رایج قرآن برای آخرالزمان، «الساعَة» است، در لغت به‌معنای «همین لحظه.»
به‌روایت حدیثی موجود در طبقات ابن سعد، «محمّد به همراه آخرالزمان فرستاده شده تا شما را از مجازات شدید نجات دهد.» در حدیثی منسوب به او از تاریخ مصر مقریزی، محمّد می‌گوید «ظهور من و آخرالزمان مرتبطند. به‌راستی که آخرالزمان اندکی پیش از من فرارسیده‌است.» همین موضوع در حدیث «دو انگشت» نیز به چشم می‌خورد. طبری حدیثی نقل می‌کند که به هنگام غروب، درحالی که تنها بخش کوچکی از خورشید دیده می‌شد، محمّد به پیروانش می‌گوید «از این دنیا، همانقدر باقی مانده که از خورشید.» در حدیثی دیگر، از محمّد پرسیده می‌شود که آخرالزمان چه زمانی می‌رسد؟ و او با اشاره به جوان‌ترین فرد حاضر، پاسخ می‌دهد «اگر این مرد جوان تا بزرگسالی زنده بماند، تا پیش از پیری آن را خواهد دید.» در حدیث دیگری که در طبقات ابن سعد موجود است، محمّد در زمان ساخت اولین مسجد مدینه، به کارگران می‌گوید که به جای ساخت سقفی مستحکم، از چوب استفاده کنند، چراکه آخرالزمان زودتر از تکمیل کار خواهد رسید. به‌گفتهٔ شومیکر این احادیث معتبرند، چراکه بعید می‌نماید که مسلمانان نسل‌های بعدی از قول او چنین چیزهایی نوشته باشند. سنوک هورگرونیه لقب «خاتم الانبیاء» (آخرین پیامبر) را نشانهٔ اعتقاد پیروان محمّد به نزدیکی پایان جهان می‌بیند.
در قرآن گفته نشده که محمّد آمدن مسیحا — منجی آخرالزمانی ادیان مسیحی و یهودی — را اعلام کرده‌است. لیکن آموزه‌های یعقوب که حدوداً سال ۶۳۴ میلادی و چند سال بعد از مرگ محمّد نوشته شده، می‌گوید نزد «ساراسِن‌ها» (اعراب) پیامبری ظهور کرده که خبر از آمدن مسیحا داده‌است. در این اثر از قول فردی به نام ابراهیم که خود یهودی است، در توصیف محمّد نوشته شده: «پیامبری ظهور کرده‌است، با ساراسن‌ها می‌آید و آمدن مسیحا را مژده می‌دهد.»
به‌گفتهٔ کاسانوا، عدم اشارهٔ قرآن — که متنی آخرالزمانی است — به آمدن مسیحا امری حیرت‌آور است و دلیلی غیر از حذف آیات مسیحایی توسط خلفا نمی‌توانسته داشته باشد، چراکه محتوای آخرالزمانی قرآن به آن ظاهری شیعی می‌داده‌است. به‌تعبیر شومیکر، محتمل است یهودیان، انتظارات آخرالزمانی محمّد و پیروانش را به دید خود تفسیر کرده‌اند، لیکن او این احتمال که محمّد هم معتقد به ظهور شخصیتی مسیحایی بوده را منتفی نمی‌داند. در آیهٔ هفتم سورهٔ رعد، از دو نفر صحبت شده‌است: «تو [محمّد] فقط هشداردهنده‌ای، و هر قومی را راهنمایی هست.» به عبارت دیگر، نقش محمّد در وقایع آخرالزمان جز هشدارِ پیوستن به آن راهنما [شخصیت مسیحایی] نبوده‌است. در نظر امیرمعزّی، محمّد محتملاً عقیده داشته که عیسی، همان مسیحا (المسیح) و منجی آخرالزمان بوده، چنان‌که در قرآن نیز اصطلاح «المسیح عیسی» سه بار به کار رفته‌است. در قرآن سورهٔ زخرف آیات ۵۷–۶۱، گفته شده که عیسی نشانهٔ قیامت است و به‌عقیدهٔ شومیکر، ممکن است آن شخصی که محمّد در انتظارش بوده، ظهور دوم عیسی باشد.
باری، برخی از پیروان محمّد، علی بن ابی‌طالب را «مسیحای دوم» می‌دانستند و کلینی، محدّث شیعه، در حدیثی منسوب به محمّد می‌گوید: «یا علی، در تو شباهتی به عیسی بن مریم است.» ذات مسیحایی علی — به‌عنوان منجی، زنده‌کنندهٔ مردگان و داوری‌کنندهٔ آخرالزمان — در خطبه‌ای منسوب به خود او که شبیه به باب‌های ۱۰:۳۰ و ۱۴:۱۱ انجیل یوحَنّاست، دیده می‌شود:
منم آن‌که در روز کیفر، کیفر دهد… منم آن ندا که ساکنان قبرها را بیرون می‌آورد… منم خداوندگار روز قیامت… منم خالق، منم مخلوق… منم زنده‌کنندهٔ مردگان… منم آنکه از زبان عیسی سخن گوید. منم مهدیِ (منجی) این عصر. منم مسیح، منم مسیح ثانی، منم عیسای زمان، منم خداوندگار میزان… منم علی، منم اعلی.— خطبه منسوب به علی بن ابی‌طالب

### ادوار بعدی
در دیدگاه مسلمانان آخرالزمان دوره نبوت پیامبر اسلام تا ظهور امام زمان است و شیعیان به‌خصوص دوران غیبت کبری را آخرالزمان می‌خوانند.
اعتقادات مربوط به منجی آخرالزمان از مواردی ست که کمترین اختلافات بین مذاهب مختلف اسلامی در مورد آن وجود دارد.

### دجال در روایات اهل سنت
قسمت عمده روایات در مورد دجال را «احمد حنبل» در کتاب «مسند» و «ترمذی» در «صحیح» خود و «ابن ماجه» در «سنن» و «مسلم» در «صحیح» و «ابن اثیر» در «نهایه» از عبدالله بن عمر و ابوسعید حذری و جابر ابن عبدالله انصاری نقل کرده‌اند.
«صائد بن صید» در زمان پیامبر اسلام می‌زیسته و پیامبر او را از مصادیق دجال معرفی کرده‌است و چون بعداً وی از خروج دجال در آخرالزمان نیز خبر داده بعضی‌ها گمان کرده‌اند دجال موعود همان «صائد بن صید» است و در نتیجه به زنده‌ماندن و طول عمر او قائل شدند.
بعضی از نویسندگان اسلامی نیز با توجه به ریشه لغت «دجال» آن را منحصر به یک فرد به خصوص نمی‌دانند بلکه آن را عنوانی می‌دانند کلی برای افراد پرتزویر، حیله‌گر و حقه‌باز که برای فریب مردم از هر وسیله‌ای استفاده می‌کنند. دجال شخصی است که حق را با باطل آمیخته و از حق برای راهبرد اهداف شیطانی خود استفاده می‌کند.

## پدیده ۲۱ دسامبر ۲۰۱۲
برخی اعتقاد داشتند که جهان در ۲۱ دسامبر ۲۰۱۲ پایان خواهد یافت یا پدیده‌ای بزرگ رخ خواهد داد. این تاریخی است که چرخه پنج هزار و ۱۲۵ ساله تقویم باستانی تمدن مایا به پایان می‌رسید.

## در فرهنگ و ادبیات
آخرالزمان به این معنی در داستان‌های تخیلی و بازی‌های رایانه‌ای نیز استفاده شده‌است:
- در بازی رایانه‌ای سرزمین مادری داستان با این جمله شروع می‌شود: this is the story of the end time. یعنی این داستان آخرالزمان است. در انتهای بازی آخرین جنگ خونین کهکشان تمام می‌شود و مجاری ارتباط پر سرعت به کل کهکشان کشف می‌شود.